# Paulo Fortes
Paulo Fortes, nome artístico de Paulo Gomes de Paiva Barata Ribeiro Fortes (Rio de Janeiro, 7 de fevereiro de 1923 – Rio de Janeiro, 9 de janeiro de 1997) foi um cantor lírico e ator brasileiro, considerado o maior barítono do país no Século XX. Bisneto do político Barata Ribeiro e pupilo da cantora Gabriella Besanzoni, Fortes foi o artista que mais vezes apresentou-se no palco do Theatro Municipal do Rio de Janeiro.
Como ator, Fortes atuou em filmes como O Enterro da Cafetina, A Difícil Vida Fácil, O Estranho Vício do Dr. Cornélio e Os Saltimbancos Trapalhões. Na televisão atuou na novela Pai Herói, na minissérie Memórias de um Gigolô e em programas como Sítio do Picapau Amarelo, Os Trapalhões e La Mamma.
Fortes não era conhecido somente no Brasil, tendo se  apresentando em diversos países, como Portugal, Itália e Argentina.

## Biografia
Fortes nasceu na zona sul do Rio, crescendo em Copacabana. Era bisneto do político Barata Ribeiro. Aos onze anos, participou de um concurso de radio e faturou o primeiro prêmio, um cãozinho fox terrier. Na juventude chegou a ser atleta, jogando basquete e hóquei sobre patins. Formou-se em Direito pela Faculdade do Rio de Janeiro, tendo participado do Teatro Universitário (TU), dirigido por Gerusa Camões.
Sua carreira teve estreia em 1945, aos 22 anos, quando substituiu o americano Leonard Warren numa montagem de La Traviata. Para desempenhar o papel, fez um treinamento longo e intensivo com a famosa cantora lírica Gabriella Besanzoni. Fortes consagrou-se como um dos artistas a se apresentar mais vezes no Theatro Municipal do Rio de Janeiro. A maior parte de seus 80 papéis em ópera ocorreu lá.
Fortes se apresentou ao lado dos maiores nomes de seu tempo, incluindo sua ídola Renata Tebaldi. 
A versatilidade de Fortes o levou aos palcos populares, à atuação como ator de cinema. Sua estreia no cinema foi em 1971 a convite de Jece Valadão em O Enterro da Cafetina. Faria muitos outros filmes, inclusive O Estranho Vício do Dr. Cornélio no papel principal, e Os Saltimbancos  Trapalhões como Barão Bartholo. Na TV ele participou da novela Pai Herói e das minisséries Memórias de um Gigolô e La Mamma, todas da TV Globo.
Fortes promoveu a colocação da estátua de Carlos Gomes defronte ao Theatro Municipal, na Cinelândia e foi professor da Escola de Canto Lírico Carmem Gomes, também do Theatro Municipal. 
Em seus 52 anos de carreira, Fortes representou mais de 80 papéis, em 11 idiomas diferentes.
Fortes faleceu em 1997, vitimado por um ataque cardíaco. Ele estava internado no Hospital Samaritano, onde seria submetido a uma operação para tratar um câncer de próstata. 